# Jozef Škandík
Jozef Škandík (* 13. července 1963, Bojnice, Československo) je bývalý československý házenkář.
S týmem Československa hrál na letních olympijských hrách v Soulu v roce 1988, kde tým skončil na 6. místě. Nastoupil v 6 utkáních a dal 3 góly. Na klubové úrovni hrál za ČH Bratislava.